# کلوپ مادران سبز
کلوپ مادران سبز (انگلیسی: Green Mothers' Club; کره‌ای: 그린마더스클럽) یک مجموعه تلویزیونی محصول کره جنوبی سال ۲۰۲۲ به کارگردانی را ها نا و با بازی لی یو وون، چو جا هیون، کیم گیو ری، جانگ هه جین و جو مین کیونگ است. این مجموعه از ۶ آوریل تا ۲۶ مه ۲۰۲۲، روزهای چهارشنبه و پنجشنبه ساعت ۲۲:۳۰ (کی‌اس‌تی) از جی‌تی‌بی‌سی برای ۱۶ قسمت پخش شد. کلوپ مادران سبز همچنین برای استریم در نتفلیکس در مناطق منتخب قابل دسترسی است.

## بازیگران

### اصلی
- لی یو وون در نقش لی اون پیو[۴]
- چو جا هیون در نقش بیون چون هی[۵]
- کیم گیو ری در نقش سو جین ها
- جانگ هه جین در نقش کیم یونگ می
- جو مین کیونگ در نقش پارک یون جو